# 嗚呼、夢神輿
「嗚呼、夢神輿」（ああ ゆめみこし）は、日本の男性グループ・祭nine.の楽曲。メジャー・デビュー・シングルとして、2017年8月16日にテイチクエンタテインメントのレーベル・インペリアルレコードからリリースされた。BOYS AND MEN研究生からのシングルとしては7作目にあたる。
テレビ東京系アニメ『デュエル・マスターズ』の2017年7月期のエンディングテーマに起用された。カップリングに同アニメ4月期のエンディングテーマ「BE☆THE WIND」、テレビドラマ『サチのお寺ごはん』主題歌の「オマエもかっ!?」を含む。

## 制作、音楽性
楽曲プロデュースと作詞は、BOYS AND MEN研究生の音楽プロデュースを担ってきたYUMIKOによる。作曲・編曲は山崎燿。コーラスに高橋秀幸が参加している。YUMIKOはこの曲について、「彼らのデビュー曲ということで、若さゆえの悩みをどう切り開いていくのか、というところを力強いメロディーにのせました」と解説している。曲の中で繰り返される「デンツク」というフレーズは、「太鼓の音は『テンツクテンツク』と表現しますが、それだとちょっと軽いな…ということで『デンツク』」と説明している。

## リリース、プロモーション
2016年秋からは13名で活動していたBOYS AND MEN研究生は、12月に6thシングル「ドドンコ Don't worry」で初のメジャー流通シングルをリリース。このシングルはオリコンチャート3位、ゴールドディスク認定などの成果を上げた。2017年2月に行った単独ライブのステージ上で、選抜ユニットによるメジャー・デビューが決定したことを発表。3月20日に行った名古屋テレビ塔特設ステージでのイベントにおいてユニット名「祭nine.」とそのメンバー7名が発表され、祭nine.の曲が4月からアニメ『デュエル・マスターズ』のエンディングテーマに起用されることも発表された。
4月28日、テイチクエンタテインメント主催のデビュー・プレゼンテーションを東京で行い、8月9日に「嗚呼、夢神輿」でデビューすることを発表。既に『デュエル・マスターズ』のエンディングテーマとしてオンエアされていた「BE☆THE WIND」は、このカップリングに収録されることとなった。祭nine.は5月10日に本格始動し、この日からリリースイベントを開始。同日にYouTube上でミュージック・ビデオを公開し、リリース形態に関する情報も合わせて公開した。5月から6月の間、名古屋市栄のCDショップで『祭nine.祭』と称した展示イベントを開催。祭nine.と選抜外のBOYS AND MEN研究生6名はサイトやブログが分けられるなど、公式でも別々のユニットとして扱われるようになっていったが、リリースイベントの多くはBOYS AND MEN研究生も参加した。
7月から「嗚呼、夢神輿」は『デュエル・マスターズ』のエンディングテーマとしてオンエア、カップリングの1曲「オマエもか!?」はメンバーの清水天規が出演するテレビドラマ『サチのお寺ごはん』の主題歌に起用された。13日にジャケット写真を公開。その翌日の14日、テイチクエンタテイメントから「制作上の都合」という理由によりCDリリースが当初予定の8月9日から1週間後の16日に変更されることが発表された。8月6日、「祭nine. with BOYS AND MEN研究生」としてテレビ朝日・六本木ヒルズ 夏祭り SUMMER STATIONに出演し、ステージで「嗚呼、夢神輿」ほかカップリング3曲も披露した。
CDは8月16日にリリースされ、祭nine.は同日にメジャー・デビューとなった。CDのクレジットには「BOYS AND MEN研究生」として選抜外6名の名も記載されている。リリース当日は名古屋・サンシャイン栄で1日に4回のイベントを開催し、延べ約1200人の観客を動員。このイベントの一部はニコニコ生放送とLINE LIVEで生中継で配信された。この日までに全国各地で行ったイベントの数は、300回を超えた。
8月には名古屋市内のタクシー会社とのコラボレーションとして、外装に「嗚呼、夢神輿」をイメージした祭nine.の写真をラッピングしたタクシーを走らせる企画を催した。これは同時期にリリースされたBOYS AND MENのシングル「帆を上げろ!」のプロモーションと合同のものである。

## リリース形態、アートワーク
CDはパターンA・B・C・Dの4つのタイプでリリースされた。パターンAとDのカップリングは及川眠子の作詞による「太陽ZAN-MAI」。Aには「嗚呼、夢神輿」のミュージック・ビデオとそのメイキング映像を収録したDVDが付属する。パターンBのカップリングは「オマエもかっ!?」で、グアムで撮影されたそのミュージック・ビデオとメイキング映像を収録したDVDが付属する。パターンCのカップリングは「BE☆THE WIND」。
パターンA・C・Dジャケットは「嗚呼、夢神輿」の衣装「祭学ラン」姿。パターンBのみ「オマエもかっ!?」の衣装によるジャケットである。

## ミュージック・ビデオ
「嗚呼、夢神輿」のミュージック・ビデオは、富士山を望む山梨県の学校で撮影された。「文化祭の準備から本番まで」というストーリー仕立てになっている。曲の途中、体育館で歌い踊るシーンからBOYS AND MEN研究生が加わり、13人でのパフォーマンスを展開する。

## チャート成績
8月28日付のオリコン週間ランキングで2位にランクイン。同日付のBillboard Japan Hot 100では3位にランクインした。所属レーベルのテイチクエンタテインメントは、自社のCDが10万枚以上売れるのは何年ぶりかの出来事である、と明かした。

## シングル収録トラック

### パターンA
CD
1. 「嗚呼、夢神輿」（作詞: YUMIKO、作曲・編曲: 山崎燿） – 3:42
2. 「太陽ZAN-MAI」（作詞: 及川眠子、作曲: mu-ray、編曲: Yocke） – 4:24

DVD
1. 「嗚呼、夢神輿 Music Video」
2. 「嗚呼、夢神輿 メイキング映像」

### パターンB
CD
1. 「嗚呼、夢神輿」
2. 「オマエもかっ!?」（作詞: YUMIKO・上間エイ、作曲: no_my、編曲、久下真音） – 4:03

DVD
1. 「オマエもかっ!? Music Video + オマエもかっ!? メイキング映像」

### パターンC
1. 「嗚呼、夢神輿」
2. 「BE☆THE WIND」（作詞: YUMIKO、作曲: 山崎燿、編曲: 中土智博） – 4:02
3. 「嗚呼、夢神輿 -Instrumental-」
4. 「BE☆THE WIND -Instrumental-」

### パターンD
1. 「嗚呼、夢神輿」
2. 「太陽ZAN-MAI」
3. 「嗚呼、夢神輿 -Instrumental-」
4. 「太陽ZAN-MAI -Instrumental-」